# Huszár Erika (dalszövegíró)
Huszár Erika (Budapest, 1948. március 5. – ?, 2010. május 29.) magyar dalszövegíró.

## Élete
Az Irinyi János Vegyipari Gimnáziumban érettségizett, majd az ELTE Jogi Karán tanult. 1969-től kezdte zenei pályafutását, szövegíróként.
Első számait: Auschwitzi ballada (polbeat), Zsákutca – az Antal Imre által vezetett Halló fiúk, halló lányok című műsorban mutatták be.
Az első sikert az Almát eszem c. szám hozta meg számára, amelyet Payer Andrással írt, és Magay Klementina énekelte. Ezt a számot később többször is feldolgozták más énekesek előadásában.
A Non-Stop együttesnek írt egyik dalszövege a Lélegző furcsa hajnalon című szám volt, amely az 1971-es Táncdalfesztiválon 2. helyezést ért el (zeneszerző Victor Máté). Ugyanezen a táncdalfesztiválon Huszár Erika dalszövegével énekelte a Várj, míg sötét lesz c. számot Koncz Zsuzsa. (A zeneszerző Tardos Péter volt.)
A Holnaptól nem szeretlek című Kovács Kati által előadott sláger, nem csupán egy szám volt, hanem egy rádiós daljáték címadó dala is, melynek zeneszerzője Victor Máté volt. A zenés rádiójáték dalszövegeit Huszár Erika írta.
Sok dalszöveget írt az M7-es együttesnek is, pl: Nincs arra szó, amely a Zsombolyai János által rendezett A kenguru c. zenés film egyik betétdala volt.
Szerzeménye, a "Hány éjjel vártam" című dal 2. díjat kapott 1974-ben Japánban, a Yamaha Fesztiválon, Vincze Viktória előadásában. (Zeneszerzője: Gábor S. Pál)
Huszár Erika Nívó-díjat is kapott 1975-ben.
Bágya Andrással írta meg A Fekete tó legendája című rockoperát, mely a rádióban került bemutatásra Orszáczky Miklós főszereplésével.
A Generál együttesnek írt Fűrész c. száma, amelynek zeneszerzője Várkonyi Mátyás, mind a mai napig futó sláger.
A Gemini együttesnek is sok sikeres számot írt, melyeknek Papp Imre és Markó András volt a zeneszerzője, akik a Gemini együttes tagjai voltak. Gemini számok: Labda, Ó,micsoda éjjel, Vándorlás a hosszú úton, Néked csak egy idegen….
1978-ban megírta a Dundo Maroje című reneszánszkori vígjáték zenés változatának dalszövegeit, melyet a Szentendrei Teátrumban mutattak be. Az előadást Szirtes Tamás rendezte és az akkori Madách Színház tagjai, a korszak legnagyobb színészei léptek fel benne. Körmendi János, Paudits Béla, Székhelyi József, Schütz Ila, Timár Béla,.., a teljesség igénye nélkül.
A nagy visszatérésben bízva, a Láma együttest, mint ifjú tehetségeket támogatta szövegeivel. Bemutatkozó előadásuk az Egyetemi Színpadon 1979-ben tartották. Olyan fiatal tehetségek voltak a zenekar tagjai, mint Pleszkán Frigyes, Mericske Zoltán, Gerendás Péter. Sajnos ez a felállás megszűnt, a tagok egyéni karrierre vágytak, illetve más formációkkal léptek fel a későbbiekben.
A Józsefvárosi Művelődési Központban program-szervezőként dolgozott 2002-ben kapott súlyos betegségéig, amelyben 2010 nyarán el is hunyt.
Felejthetetlen alkotásai, zenei számai, szövegeinek mondanivalója a mai napig népszerűek, hallhatók a médiában, és emlékét őrzik.

## Magánélete
Két házassága volt, második házassága is válással ért véget F. Gyulával. Ittas állapotban, életveszélyesen, egy hosszú pengéjű henteskéssel hasba szúrta férjét, noha tudta, hogy ezzel életveszélyes sebesülést okoz. A kés a hasüregbe hatolt, és a csípőbélfodrot is felületesen megsértette. Nem indult eljárás Huszár Erika ellen, férje ugyanis nem tett feljelentést. Személyiségzavarban szenvedett, magánéleti válsága, megviselte emberi és szakmai életét, zenei pályafutását visszavetette.
A Magyar Televízió „Teleszubjektív” műsorában felhívták a táncdalszerzőket, hogy komponáljanak zenét Huszár Erika szövegére, a győztes a televízió nyilvánossága előtt adhatja elő műsorát. A szövegírónőt a ,,Sztár” nevű zenekar megvesztegette. A bizonyítékok alapján a bíróság négyhónapi börtönbüntetésre ítélte, amelynek végrehajtását kétévi próbaidőre felfüggesztette.

## Dalszövegei
- Auschwitzi ballada (Magay Klementina)
- A homályos ablak (Toldy Mária)
- A legszebb tévedés (Kovács Kati)
- Almát eszem (Magay Klementina)
- Aludj velem (Gemini)
- Aranyhídon mentem (Kovács Kati)
- A víz fölé hajlok (?)
- Az utca bolondja (Koós János)
- Csak egy kék színű virág (Tolcsvay együttes)
- Csitt-csitt, ne szólj (Harangozó Teri)
- Ég és föld között (M7-es)
- Élek nélküled (Karda Beáta)
- Elment a hajó (Koncz Zsuzsa)
- És jött egy lány (Szécsi Pál)
- Fekete tó balladája (Rádiójáték)
- Fonott kosár (Toldy Mária)
- Földi szerelem (Koós János)
- Fuss, menekülj (Magay Klementina)
- Fűrész (Generál)
- Hadd legyek újra gyerek (Zalatnay Sarolta)
- Hány éjjel vártam (Vincze Viktória)
- Hidd el (Harangozó Teri)
- Hol jársz (?)
- Holnaptól nem szeretlek (Kovács Kati) (Rádiójáték)
- Hova mész (Bódy Magdi)
- Húsz év múlva (Harangozó Teri)
- Jöjj el közénk (Gemini)
- Jöjjön vissza, Josephine (Poór Péter)
- Kék égből szőtt szerelem (?)
- Kelj fel Jancsi (Késmárky Marika)
- Kihúzod a gyufát (Szécsi Pál)
- Ki mondja meg nekem (Gemini)
- Kökörcsin utca 36. (Aradszky László)
- Közhírré tétetik (Harangozó Teri)
- Labda (Gemini)
- Lánynak születtem (Harangozó Teri)
- Látszik rajtam, hogy szeretlek (Gemini)
- Láttalak egy lánnyal (Kovács Kati)
- Lélegző, furcsa hajnalon (Non-Stop)
- Liliomfi (?)
- Maradj minálunk (Szécsi Pál)
- Megcsaltál (?)
- Ne haragudj kedvesem, ma szomorú leszek (Non-Stop)
- Néked csak egy idegen (Gemini)
- Nem érdekel (Gemini)
- Nem lehet boldogságot venni (M7-es)
- Ne szólj semmi rosszat róla (Harangozó Teri)
- Nézem amíg alszól (Kovács Kati)
- Nézd a világot (?)
- Nincs arra szó (M7-es)
- Oly régóta (M7-es)
- Ó, micsoda éjjel (Non-Stop)
- Óriáskerék (Juventus)
- Óriáspénz (Harangozó Teri)
- Örök várakozás (?)
- Ő volt a kedvesem (Non-Stop)
- Papírtrombita (Koós János)
- Remete (Toldy Mária)
- Rongyos lett a lámpaernyő (Szécsi Pál)
- Sírtak a felhők (Toldy Mária)
- Soha többet nem jövök (Kovács Kati)
- Sose hittem volna (Harangozó Teri)
- Számolj előbb tízig (Fenyvesi Gabi)
- Szégyen, Gyalázat (Koncz Zsuzsa)
- Szelíd tüzek (Non-Stop)
- Szólj nékem egy jó szót (Vincze Viktória)
- Te kékszemű (Kovács Kati)
- Tíz deka szerelem (Harangozó Teri)
- Törékeny szerelem (Harangozó Teri)
- Vad viharban élek (Non-Stop)
- Valami kicsit kéne tenni (Harangozó Teri)
- Vándorcirkuszos szeretnék lenni (Karda Beáta)
- Vándorlás a hosszú úton (Gemini)
- Várj, míg sötét lesz! (Koncz Zsuzsa)
- Volt egy furcsa lány (Harangozó Teri)
- Volt egy őrült éjszaka (Kovács Kati)
- Zsákutca (Magay Klementina)